# العسارى (شرس)

تعديل مصدري - تعديل

العسارى هي إحدى قرى عزلة شرس الاسفل بمديرية شرس التابعة لمحافظة حجة، بلغ تعداد سكانها 109 نسمة حسب تعداد اليمن لعام 2004.